# Chrysaora quinquecirrha
A urtiga-do-mar-do-Atlântico (Chrysaora quinquecirrha) é uma espécie de água-viva que habita a costa atlântica dos Estados Unidos.
Historicamente, foi confundido com várias espécies de Chrysaora, resultando em relatos incorretos de C. quinquecirrha de outras partes do oceano Atlântico e outros oceanos. Mais recentemente, C. chesapeakei dos estuários da costa Atlântica dos Estados Unidos, bem como do Golfo do México. Foi totalmente reconhecido como separado de C. quinquecirrha só em 2017. É menor do que a urtiga-do-mar-do-Pacífico e tem coloração mais variável, mas é tipicamente pálida, rosada ou amarelada, geralmente com listras radiais de cores mais profundas na ex-umbela, especialmente perto da margem.